# Rankin (Texas)
Rankin is een plaats (city) in de Amerikaanse staat Texas, en valt bestuurlijk gezien onder Upton County.

## Demografie
Bij de volkstelling in 2000 werd het aantal inwoners vastgesteld op 800.
In 2006 is het aantal inwoners door het United States Census Bureau geschat op 746, een daling van 54 (-6,8%).

## Geografie
Volgens het United States Census Bureau beslaat de plaats een oppervlakte van
2,8 km², geheel bestaande uit land. Rankin ligt op ongeveer 767 m boven zeeniveau.

## Plaatsen in de nabije omgeving
De onderstaande figuur toont nabijgelegen plaatsen in een straal van 48 km rond Rankin.